# Bernardo de Iturriaza
Bernardo de Iturriaza (Ezcaray, 1608 – Lima, 1678) è stato un giudice ed ufficiale coloniale spagnolo.
Grazie al suo ruolo di presidente dell'Audiencia di Lima, ricoprì per due periodi il ruolo di governatore (viceré ad interim) del Peru' (1666-67 e 1672-74).

## Biografia
Studiò legge presso l'Università di Alcalá, specializzandosi sia in campo civile che canonico. Proseguì gli studi universitari anche dopo la laurea. Dopo alcuni anni fu nominato presidente del digesto y decretales (Digesto e Decretale).
In seguito lavorò presso l'Audiencia di Lima. Nel 1647 fu nominato alcalde per la legge penale, e nel 1652 divenne oidor (giudice dell'Audiencia). Fece carriera fino al grado di decano (presidente) dell'Audiencia stessa.
Nel periodo intercorso tra la morte del viceré Diego de Benavides y de la Cueva nel 1666 e l'arrivo del sostituto, Pedro Antonio Fernández de Castro, l'anno successivo, Iturriaza funse da governatore (viceré ad interim) del Peru'. Per la precisione il periodo fu compreso tra il marzo del 1666 ed il novembre del 1667. Ebbe lo stesso incarico nel dicembre del 1672 (morte di Fernández de Castro) e l'agosto del 1674 (arrivo di Baltasar de la Cueva Enríquez).
Iturriaza morì a Lima nel 1678.